# BMW Sauber
A BMW Sauber egy volt Formula–1-es csapat, amely 2005-ben jött létre, amikor a BMW felvásárolta a Peter Sauber svájci üzletember által vezetett és nevét viselő csapatot. A BMW 2000 és 2005 között a Williamsnek szállított motorokat, de saját Formula–1-es csapatot szeretett volna, így kerülhetett sor 2005 végén a fúzióra. Bár a BMW Sauber teljes egészében gyári csapat, nevében megtartották az utalást a jogelőd alapítójának nevére. Bemutatkozó évükben, 2006-ban két dobogós hellyel a konstruktőr-világbajnokság 5. helyén végeztek, 2007-ben pedig – a McLaren kizárása után – ezüstérmesek lettek. A csapat két versenyzője 2008-ban és 2009-ben is Nick Heidfeld és Robert Kubica. A BMW első győzelmét a 2008-as kanadai nagydíjon ünnepelhette, amely egyben kettős győzelem is volt. A csapat 2009. július 29-én hivatalosan is bejelentette, hogy az év végén kiszáll a Formula–1-ből, a gazdasági válság miatt. A csapatot az előző tulajdonos Peter Sauber vásárolta vissza.

## Előzmények

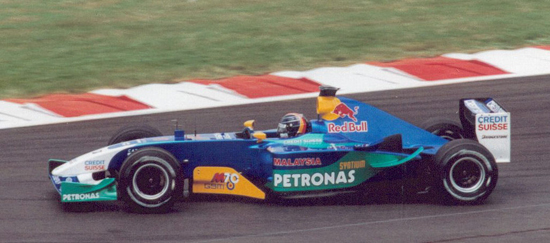
Heinz-Harald Frentzen 2003-ban a Sauberrel

Peter Sauber 1970-ben alapította meg a svájci Sauber csapatot. 1993-ban debütált csapata a Formula–1-ben, előtte a Sauber sportautóversenyeken vett részt. 1989-ben a Mercedesszel megnyerték a Le Mans-i 24 órás versenyt, és a Sportautóvilágbajnokságot (World Sportscar Championship), amelyen a következő évben is diadalmaskodtak. A Formula–1-ben 1994-ig volt a Mercedes a Sauber motorszállítója, miután 1995-re a McLarenhez ment át. A Sauber 1997-től 2005-ig Ferrari motorokat használt, melyeket a főszponzor Petronas névere keresztelték át. A Sauber egyetlen pole pozíciót, futamgyőzelmet, vagy leggyorsabb kört sem szerzett a sportágban. Legsikeresebb szezonjuk 2001 volt, amikor Kimi Räikkönennel és Nick Heidfelddel negyedikek lettek a konstruktőri bajnokságban.

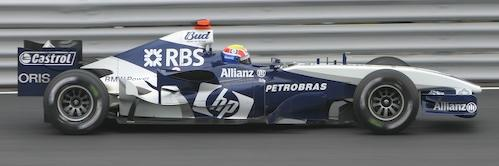
Mark Webber 2005-ben a Williams-BMW-vel

A BMW mielőtt a Formula–1-be lépett volna fel, Formula–2-es csapatoknak szállított motorokat. 1982-ben léptek be az autóversenyzés királykategóriájába, a Brabham csapat motorbeszállítójaként. Egy évvel később Nelson Piquet világbajnok lett a Brabham-BMW-vel, ez volt az első szezon, amelyben turbómotoros autóval győzött valaki. A BMW a kor legerősebb motorjait szállította, de megbízhatóságuk nem volt ennyire jó.
A BMW 1987-ig maradt a sportágban, a sikerek egyre csökkentek. 1988-ban Megatron néven használhatták a csapatok a német cég motorjait.
A Brabhamen kívül az ATS (1983–1984), az Arrows (1984–1986), és a Benetton (1986) használt BMW motorokat a '80-as években. 12 év múlva ismét visszatért a cég a sportágba. 2000-től 2005-ig a Williams csapat motorbeszállítója volt. A kapcsolat sikeres volt, de a számos futamgyőzelem és dobogós helyezés ellenére nem lettek világbajnokok. 2005-ben úgy döntöttek, hogy elhagyják a Williamset és megvásárolják a svájci Sauber csapatot.

## BMW Sauber

### 2006
A csapat első számú versenyzője a 2005-ben a Williamsnél versenyző Nick Heidfeld lett. A másik autóba az 1997-es világbajnok Jacques Villeneuve ülhetett. Tesztpilótának a lengyel Robert Kubicát szerződtették. A korábbi Sauber csapat főszponzora, a Petronas a BMW Sauberrel is szerződést kötött, és a csapat egyik szponzora lett, ugyanúgy mint a Credit Suisse. Az Intel teljesen új szponzorként érkezett a csapathoz.
Az új F1.06 jelzésű autót 2006. január 17-én mutatták be Valenciában. Az autó a hagyományos BMW színeket kapta, a kéket és a fehéret kevés piros festéssel.
A BMW első pontjait Villeneuve szerezte hetedik helyével a maláj nagydíjon. Heidfeld az ötödik helyről esett ki motorhibával.
A 2006-os francia nagydíjra a BMW egy radikális változtatással érkezett. Autóinak elejére két "ikertornyot" raktak, amitől jobb aerodinamikai hatást vártak a hátsó szárnyakon. Az FIA betiltotta az ötletet veszélyessége miatt.

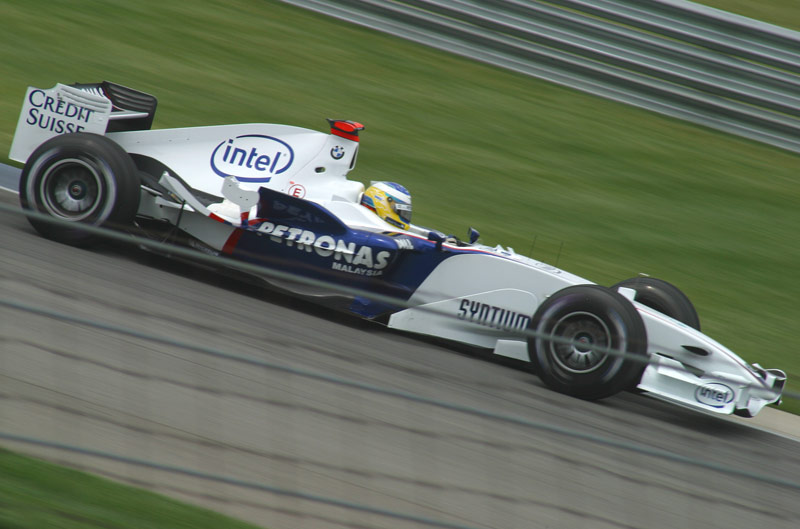
Heidfeld az amerikai nagydíjon

Villeneuve németországi balesete után a magyar nagydíjon már nem vett részt. Helyére az újonc Kubicát helyezték, akit élete első versenyén diszkvalifikálták, mert autója 2 kilogrammal könnyebb volt a megengedettnél. A csapat ezzel egy hetedik helyet és 2 pontot veszített. Nick Heidfeld viszont harmadik lett, 6 pontot szerezve ezzel az új csapatnak. Kubica után új tesztversenyőjük a német Sebastian Vettel lett. Vettel a török nagydíjon tesztelhetett először, a második szabadedzést pedig meg is nyerte. Az olasz nagydíjon Kubica harmadik lett. 2006-ban 15 alkalommal ért be pontszerzőként a BMW Sauber valamelyik versenyzője. A 36 ponttal a csapat az ötödik helyet szerezte meg a konstruktőr-világbajnokságban.

### 2007
2007-ben a csapat ugyanabban a felállásban kezdett, mint 2006-ban. A BMW Sauber 101 pontjával a McLaren kizárását követően a második lett a konstruktőr-világbajnokságban. Kubicát kanadai balesete után az Egyesült Államok nagydíján Sebastian Vettel helyettesítette, egy pontot szerezve a csapatnak. Vettel a magyar nagydíjon átszerződött a Toro Rosso csapathoz.

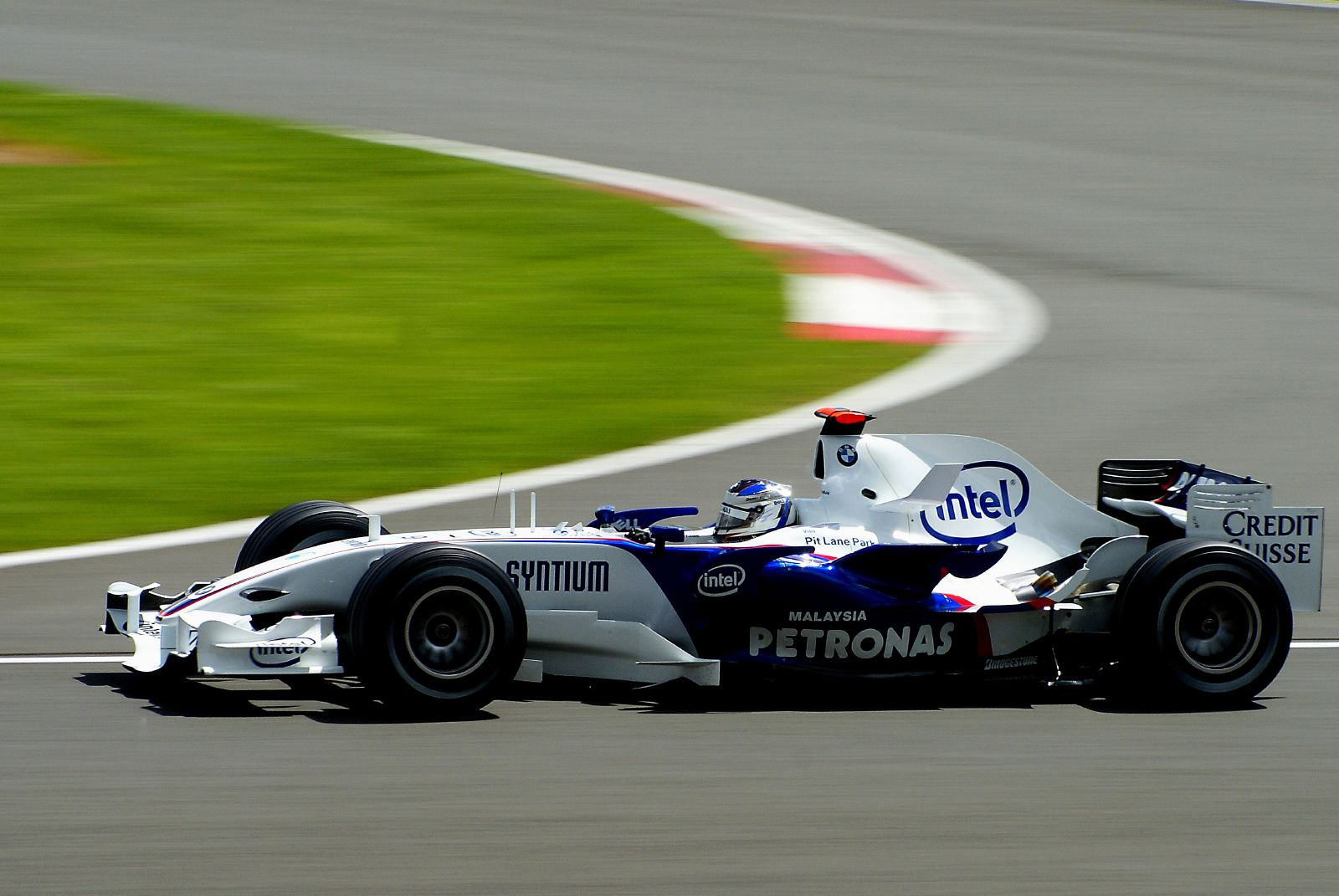
Heidfeld a brit nagydíjon

A 2007-es év elején úgy látszott, hogy a megerősödött BMW képes lesz megszorongatni a két nagycsapatot (Ferrari, McLaren). Heidfeld háromszor volt egyhuzamban negyedik, ebből egyszer Fernando Alonso végzett mögötte. Robert Kubica műszaki hibák miatt nem tudott az első két versenyen pontot szerezni, de Bahreinben már hatodik lett.
A szezon során, bár a csapat nem tudott igazán beleszólni McLaren és Ferrari küzdelmeibe; a mezőny "harmadik legjobb" csapatává vált, és inkább a Renaulttal majd versenyzett az ötödik-hatodik helyekért, miközben elért néhány dobogós helyezést. Ez történt a kanadai nagydíjon: Alonso és Räikkönen hibája, valamint Felipe Massa kizárása révén Heidfeldnek sikerült másodikként zárni. Kubica egy poros íven történő előzés során autójával kicsúszott, és látványos balesetet szenvedett, de szerencsére csak kisebb sérüléseket szenvedett. A lengyel versenyzőt azonban nem engedték rajthoz állni Indianapolisban, így a csapat fiatal tesztpilótája, Sebastian Vettel ülhetett be a BMW-be.

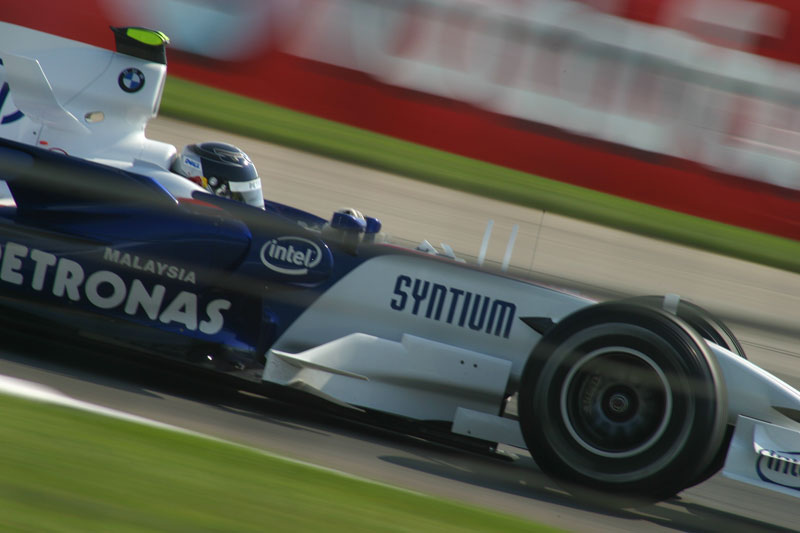
A Kubicát helyettesítő Vettel az amerikai nagydíjon

Heidfeld a nagydíjat kormányhiba miatt nem tudta befejezni a 8. helyen, így az addig mögötte haladó Vettel szerzett egy pontot, és lett a Formula–1 történetének legfiatalabb pontszerzője. Vettel versenyzése meggyőzte a BMW vezetését, és az is felmerült, hogy Kubicát 2008-ban Vettel váltaná fel, azonban a német még a 2007-es szezonban a Toro Rosso csapatához szerződött. A csapat az edzéseken is rendre az első tízben végzett: a magyar nagydíjon Heidfeld a második helyről indulhatott: azonban a rajtot elrontotta, így hamarosan visszaesett. A szezon utolsó részében egyre komolyabb csatákat kellett vívniuk a Renault versenyzőivel. A McLaren kizárásával a BMW Sauber csapata a második helyen végezhetett a konstruktőrök versenyében.

### 2008
2008-ban a versenyzőpáros változatlan maradt, a csapathoz új szponzor érkezett, a T-Systems személyében. Míg 2007-ben Heidfeld addig 2008-ban Kubica lett az erősebb pilóta: versenyeken 18-ból 11-szer Heidfeld előtt végzett, míg kvalifikáción 13-szor verte meg csapattársát a vizsgált időszakban.  A szezonnyitón Heidfeld 2. lett, Kubica pedig kiesett, miután Nakadzsima Kazuki hátulról beleütközött. A második futamon, a maláj nagydíjon Kubica a 2. helyen végzett, pályafutása legjobb eredményével, míg Heidfeld 6. lett és megfutotta a verseny leggyorsabb körét. A bahreini nagydíjon Kubica megszerezte a csapat első pole pozícióját.

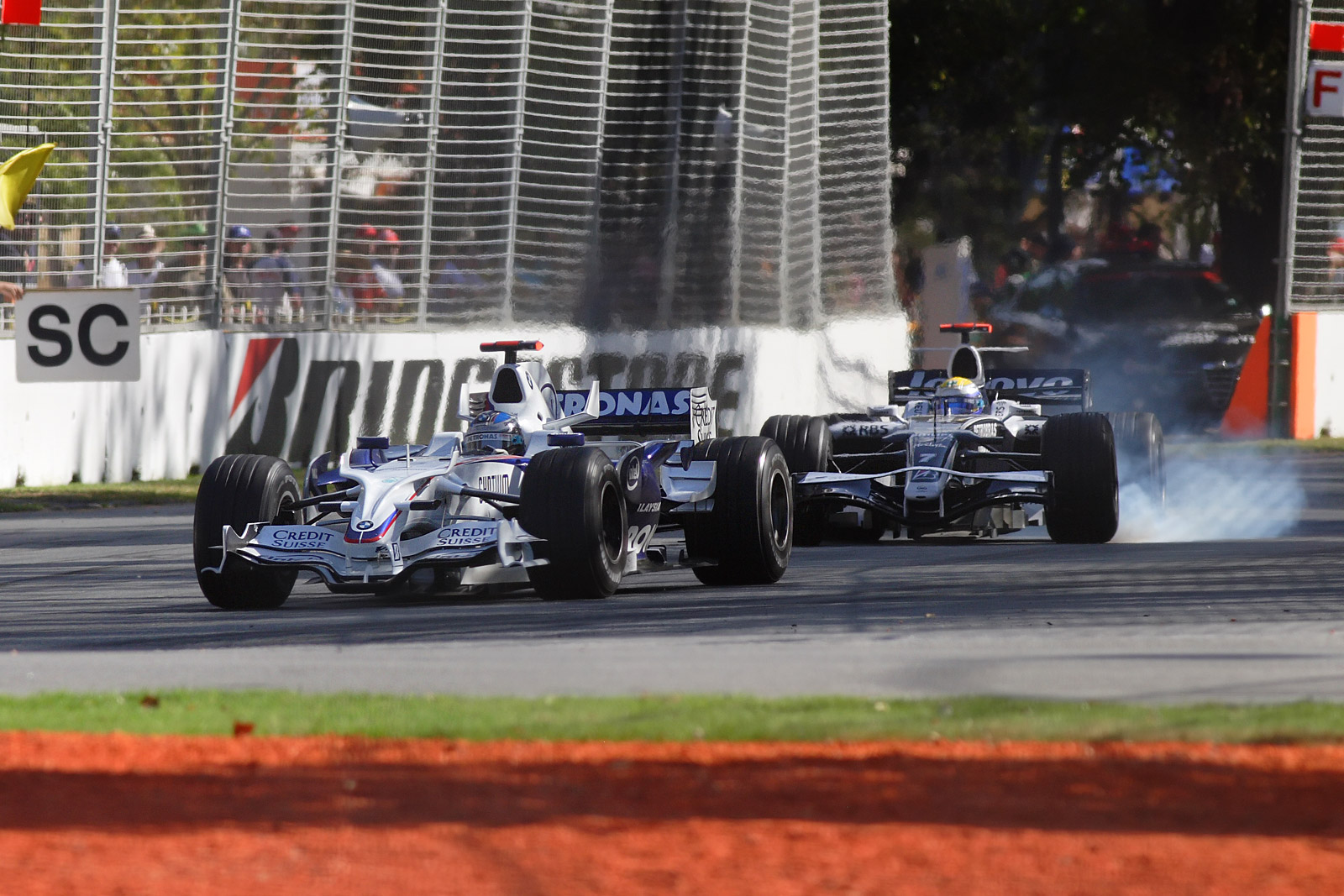
Heidfeld az évadnyitó ausztrál nagydíjon

A verseny után Kubica 3. és Heidfeld 4. helyével – történetében először – a csapat átvette a vezető helyet a konstruktőri világbajnokságban. A spanyol nagydíjon Kubica 4. lett, míg Heidfeld büntetése miatt pont nélkül, a 9. helyen végzett. A verseny után Mario Theissen csapatfőnök a bokszutca-szabályok módosítását sürgette, mert szerinte Heidfeld megbüntetése igazságtalan volt, a versenyzőnek mindenképpen ki kellett állnia a biztonsági autós időszakban, különben kifogyott volna az üzemanyaga. Mivel a Ferrari kettős győzelmet ünnepelhetett, a csapatvilágbajnokságban átvette a vezetést. A török nagydíjon Kubica – bár egy ideig Räikkönen előtt haladt – ismét 4., Heidfeld pedig ezúttal 5. lett. A rendkívül mozgalmas monacói nagydíjon Kubica egy ideig vezetett, végül Lewis Hamilton mögött másodikként ért célba, míg Heidfeld több kényszerű boxkiállástól hátráltatva 14. lett, így nem szerzett pontot. A kanadai nagydíjon, miután Räikkönen, Hamilton és Rosberg összeütközött a bokszutcában, Kubica vezetésével kettős BMW-győzelem született.
Ez volt a csapat első futamgyőzelme, egyben első alkalommal nyert kelet-európai versenyző. A francia nagydíjra nem tudta átmenteni a csapat a jó formáját: Heidfeld be sem jutott az időmérő edzés második szakaszába és csak a 11., Kubica az 5. helyről rajtolhatott.

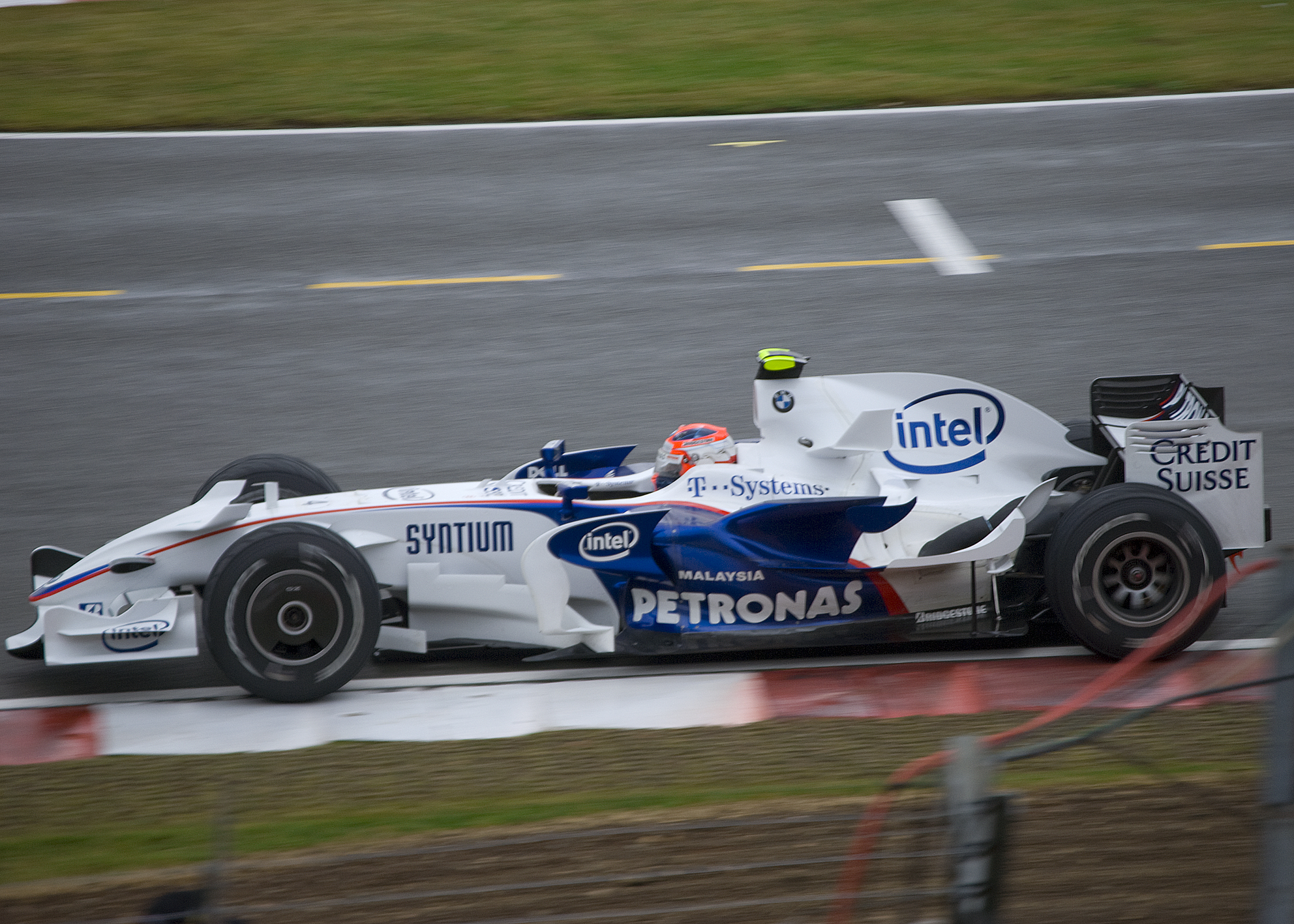
Kubica a brit nagydíjon

A versenyen nem tudták tartani a lépést a Ferrarikkal, Heidfeld pont nélkül zárt a 13. helyen, Kubica maradt ötödik. Az egyéni világbajnokságban átvette tőle a vezetést a versenyt megnyerő Massa. A brit nagydíj időmérőjén Heidfeld 5. lett, míg Kubica műszaki probléma miatt az utolsó szakaszban nem tudott mért kört teljesíteni, így csak a 10. helyre jutott be. Az zuhogó esős, rendkívül izgalmas futamon Heidfeld a 2. helyre jött fel, Kubica pedig a 3. helyről kicsúszva pont nélkül végzett. német nagydíj időmérő edzésén Kubica 7., Heidfeld pedig hazai pályáján mindössze 12. lett. A versenyen a Timo Glock balesete utáni biztonsági autós szakasz megkavarta az állást. Heidfeld így negyedik lett már másodszorra leggyorsabb körrel, míg Kubica csupán hetedikként ért célba. A magyar nagydíj időmérő edzésén Heidfeld az első szakaszban kiesett, mivel Bourdais hátráltatta őt, így nem tudott jó kört futni. Kubica a negyedik helyről rajtolt, de a versenyen csak az utolsó egy pontot tudta megszerezni. A BMW a nagydíj után visszaesett a konstruktőri versenyben a harmadik helyre, a McLaren mögé. Az Valenciában Kubica a harmadik helyről indult és abban a pozícióban is fejezte be a versenyt. Heidfeld csak kilencedik lett, így nem szerzett pontot. Belgiumban Heidfeld egy remek taktikával és Hamilton hátrasorolásának révén 2., míg Kubica 6. lett. Az olasz nagydíjon esős futamon Kubica harmadikként, míg Heidfeld ötödikként ért célba.
Fudzsiban a rajtból a legjobban Kubica jött ki, a hatodik helyről az elsőre jött föl. Alonso a boxkiállásoknál megelőzte a lengyelt, az utolsó körökben azonban sikerült maga mögött tartania Räikkönent. Heidfeld pont nélkül a 9. lett. Kínában a két BMW az ötödik és a hatodik helyen végzett. A szezonzáró brazil nagydíjon a csapat egyik versenyzője sem szerzett pontot.
Kubica az év végén pontegyenlőségbe került Räikkönennel (75 pont), és a lengyel került a negyedik helyre szorult kevesebb győzelme miatt. Heidfeld is egy helyet rontott és a hatodik lett, őt a szezon végén domináló Fernando Alonso előzte meg.

### 2009

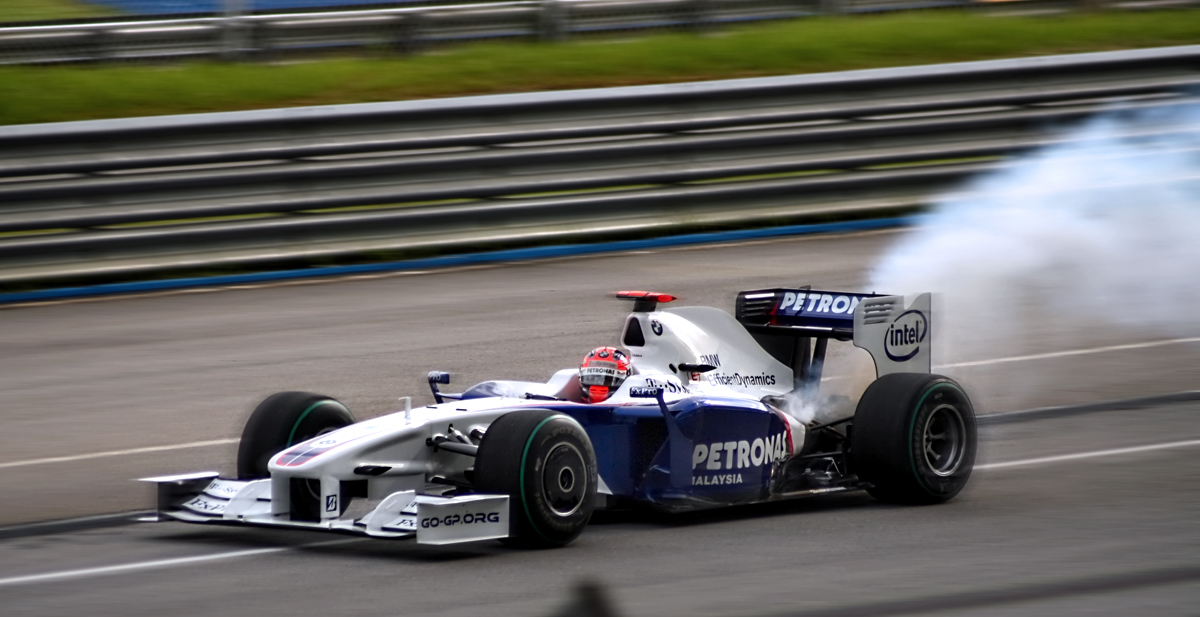
Kubica a maláj nagydíjon

2009-ben a csapat változatlan versenyzőfelállással kezdte az évet.
A KERS-t először csak Heidfeld autójában alkalmazták. A szezonnyitó ausztrál nagydíj végén a negyedik helyről induló, harmadik helyen autózó Kubica megérkezett a lelassult Sebastian Vettel mögé, ám az előzés következtében összeért a két autó, és mindketten kiestek. A BMW pont nélkül zárta a futamot.
A Maláj verseny 2. körében Kubica autójának motorja kigyulladt, így a lengyel kiesett a versenyből. A 10. helyről induló Heidfeld a 2. helyen autózott, amikor a heves eső miatt leintették a futamot. A rövid versenyen a pilóták megszerzett pontjaik felét kapták csak meg, Heidfeld így 4-et. A következő  két futamon, Kínában és Bahreinben nem tudtak pontot szerezni. Bahreinben már Kubica autójában is alkalmazták a KERS-t, eredmény nélkül. Barcelonában új orrkúpot alkalmaztak, Heidfeld 7. lett. A csapat Törökországban vetette be a duplafedeles diffúzort, itt Kubica szerzett pontot, 7. lett. A brit nagydíj időmérő edzése után Mario Theissen kijelentette, hogy a csapat nem használja a szezon hátralévő részében a KERS rendszert (pedig a BMW ragaszkodott a legerősebben a rendszer bevezetéséhez a szezon elején). A magyar nagydíj után, július 29-én bejelentették, hogy a csapat 2009 végén kiszáll a Formula–1-ből. A BMW Sauber 36 ponttal a 6. helyen végzett a konstruktőrök között.

## Eredmények a Formula–1-ben

### Összefoglaló
| Szezon | Név                | Modell           | Gumi | Motor  | Üzemanyag | Versenyzők                                     | Helyezés      |
| ------ | ------------------ | ---------------- | ---- | ------ | --------- | ---------------------------------------------- | ------------- |
| 2006   | BMW Sauber F1 Team | BMW Sauber F1.06 | M    | BMW V8 | Petronas  | Nick Heidfeld Jacques Villeneuve Robert Kubica | 5. (36 pont)  |
| 2007   | BMW Sauber F1 Team | BMW Sauber F1.07 | B    | BMW V8 | Petronas  | Nick Heidfeld Robert Kubica Sebastian Vettel   | 2. (101 pont) |
| 2008   | BMW Sauber F1 Team | BMW Sauber F1.08 | B    | BMW V8 | Petronas  | Nick Heidfeld Robert Kubica                    | 3. (135 pont) |
| 2009   | BMW Sauber F1 Team | BMW Sauber F1.09 | B    | BMW V8 | Petronas  | Nick Heidfeld Robert Kubica                    | 6. (36 pont)  |

### Teljes Formula–1-es eredménysorozata
(Táblázat értelmezése)

(Félkövér: pole-pozícióból indult; dőlt: leggyorsabb kört futott) 

| A BMW teljes Formula–1-es eredménysorozata | A BMW teljes Formula–1-es eredménysorozata | A BMW teljes Formula–1-es eredménysorozata | A BMW teljes Formula–1-es eredménysorozata | A BMW teljes Formula–1-es eredménysorozata | A BMW teljes Formula–1-es eredménysorozata | A BMW teljes Formula–1-es eredménysorozata | A BMW teljes Formula–1-es eredménysorozata |     |     |     |     |     |     |     |     |     |     |     |     |     |     |     |      |          |
| Év                                         | Kasztni                                    | Motor                                      | Gumi                                       | Versenyzők                                 | 1                                          | 2                                          | 3                                          | 4   | 5   | 6   | 7   | 8   | 9   | 10  | 11  | 12  | 13  | 14  | 15  | 16  | 17  | 18  | Pont | Helyezés |
| ------------------------------------------ | ------------------------------------------ | ------------------------------------------ | ------------------------------------------ | ------------------------------------------ | ------------------------------------------ | ------------------------------------------ | ------------------------------------------ | --- | --- | --- | --- | --- | --- | --- | --- | --- | --- | --- | --- | --- | --- | --- | ---- | -------- |
| 2006                                       | F1.06                                      | BMW P86 2.4 V8                             | M                                          |                                            | BHR                                        | MAL                                        | AUS                                        | SMR | EUR | ESP | MON | GBR | CAN | USA | FRA | GER | HUN | TUR | ITA | CHN | JPN | BRA | 36   | 5.       |
| 2006                                       | F1.06                                      | BMW P86 2.4 V8                             | M                                          | Nick Heidfeld                              | 12                                         | Ki                                         | 4                                          | 13  | 10  | 8   | 7   | 7   | 7   | Ki  | 8   | Ki  | 3   | 14  | 8   | 7   | 8   | Ki  | 36   | 5.       |
| 2006                                       | F1.06                                      | BMW P86 2.4 V8                             | M                                          | Jacques Villeneuve                         | Ki                                         | 7                                          | 6                                          | 12  | 8   | 12  | 14  | 8   | Ki  | Ki  | 11  | Ki  |     |     |     |     |     |     | 36   | 5.       |
| 2006                                       | F1.06                                      | BMW P86 2.4 V8                             | M                                          | Robert Kubica                              | TP                                         | TP                                         | TP                                         | TP  | TP  | TP  | TP  | TP  | TP  | TP  | TP  | TP  | Kiz | 12  | 3   | 13  | 9   | 9   | 36   | 5.       |
| 2007                                       | F1.07                                      | BMW P86/7 2.4 V8                           | B                                          |                                            | AUS                                        | MAL                                        | BHR                                        | ESP | MON | CAN | USA | FRA | GBR | EUR | HUN | TUR | ITA | BEL | JPN | CHN | BRA |     | 101  | 2.       |
| 2007                                       | F1.07                                      | BMW P86/7 2.4 V8                           | B                                          | Nick Heidfeld                              | 4                                          | 4                                          | 4                                          | Ki  | 6   | 2   | Ki  | 5   | 6   | 6   | 3   | 4   | 4   | 5   | 14  | 7   | 6   |     | 101  | 2.       |
| 2007                                       | F1.07                                      | BMW P86/7 2.4 V8                           | B                                          | Robert Kubica                              | Ki                                         | 18                                         | 6                                          | 4   | 5   | Ki  | Sér | 4   | 4   | 7   | 5   | 8   | 5   | 9   | 7   | Ki  | 5   |     | 101  | 2.       |
| 2007                                       | F1.07                                      | BMW P86/7 2.4 V8                           | B                                          | Sebastian Vettel                           | TP                                         | TP                                         |                                            |     |     |     | 8   |     |     |     |     |     |     |     |     |     |     |     | 101  | 2.       |
| 2008                                       | F1.08                                      | BMW P86/8 2.4 V8                           | B                                          |                                            | AUS                                        | MAL                                        | BHR                                        | ESP | TUR | MON | CAN | FRA | GBR | GER | HUN | EUR | BEL | ITA | SIN | JPN | CHN | BRA | 135  | 3.       |
| 2008                                       | F1.08                                      | BMW P86/8 2.4 V8                           | B                                          | Nick Heidfeld                              | 2                                          | 6                                          | 4                                          | 9   | 5   | 14  | 2   | 13  | 2   | 4   | 10  | 9   | 2   | 5   | 6   | 9   | 5   | 10  | 135  | 3.       |
| 2008                                       | F1.08                                      | BMW P86/8 2.4 V8                           | B                                          | Robert Kubica                              | Ki                                         | 2                                          | 3                                          | 4   | 4   | 2   | 1   | 5   | Ki  | 7   | 8   | 3   | 6   | 3   | 11  | 2   | 6   | 11  | 135  | 3.       |
| 2009                                       | F1.09                                      | BMW P86/9 2.4 V8                           | B                                          |                                            | AUS                                        | MAL                                        | CHN                                        | BHR | ESP | MON | TUR | GBR | GER | HUN | EUR | BEL | ITA | SIN | JPN | BRA | UAE |     | 36   | 6.       |
| 2009                                       | F1.09                                      | BMW P86/9 2.4 V8                           | B                                          | Nick Heidfeld                              | 10                                         | 2                                          | 12                                         | 19  | 7   | 11  | 11  | 15  | 10  | 11  | 11  | 5   | 7   | Ki  | 6   | Ki  | 5   |     | 36   | 6.       |
| 2009                                       | F1.09                                      | BMW P86/9 2.4 V8                           | B                                          | Robert Kubica                              | 14†                                        | Ki                                         | 13                                         | 18  | 11  | Ki  | 7   | 13  | 14  | 13  | 8   | 4   | Ki  | 8   | 9   | 2   | 10  |     | 36   | 6.       |

†: Bár kiesett, de a verseny 90%-át teljesítette, így teljesítményét értékelték.

## BMW motorok
| Név       | Szezon    | Elrendezés | Tömeg (kg) | Hengerűrtartalom (cm³) | Teljesítmény (lóerő) | Max. fordulatszám (rpm) | Használó csapat(ok)  | Győzelem                            |
| --------- | --------- | ---------- | ---------- | ---------------------- | -------------------- | ----------------------- | -------------------- | ----------------------------------- |
| BMW P86/9 | 2009      | V8         | 95         | 2 400                  | 740–760              | 18 000                  | BMW Sauber           | 0                                   |
| BMW P86/8 | 2008      | V8         | 95         | 2 398                  | 720                  | 19 000                  | BMW Sauber           | 1                                   |
| BMW P86/7 | 2007      | V8         | 95         | 2 398                  | 720                  | 19 000                  | BMW Sauber           | 0                                   |
| BMW P86/6 | 2006      | V8         | 95         | 2 398                  | 720                  | 19 000                  | BMW Sauber           | 0                                   |
| BMW P84/5 | 2005      | V10        | 92         | 2 998                  | 925                  | 19 000                  | Williams F1          | 0                                   |
| BMW P84/4 | 2004      | V10        | 89         | 2 998                  | 900                  | 19 000                  | Williams F1          | 1                                   |
| BMW P83   | 2003      | V10        | 90         | 2 998                  | 900                  | 19 200                  | Williams F1          | 4                                   |
| BMW P82   | 2002      | V10        | 90         | 2 998                  | 865                  | 18 700                  | Williams F1          | 1                                   |
| BMW P80   | 2001      | V10        | 98         | 2 998                  | 850                  | ?                       | Williams F1          | 4                                   |
| BMW E41-4 | 2000      | V10        | 120        | 2 998                  | 800                  | 17 200                  | Williams F1          | 0                                   |
| BMW M12*  | 1982-1986 | R4 T       | ?          | 1 500                  | 557-850              | 10 500                  | Brabham, ATS, Arrows | 9, Nelson Piquet világbajnok (1983) |

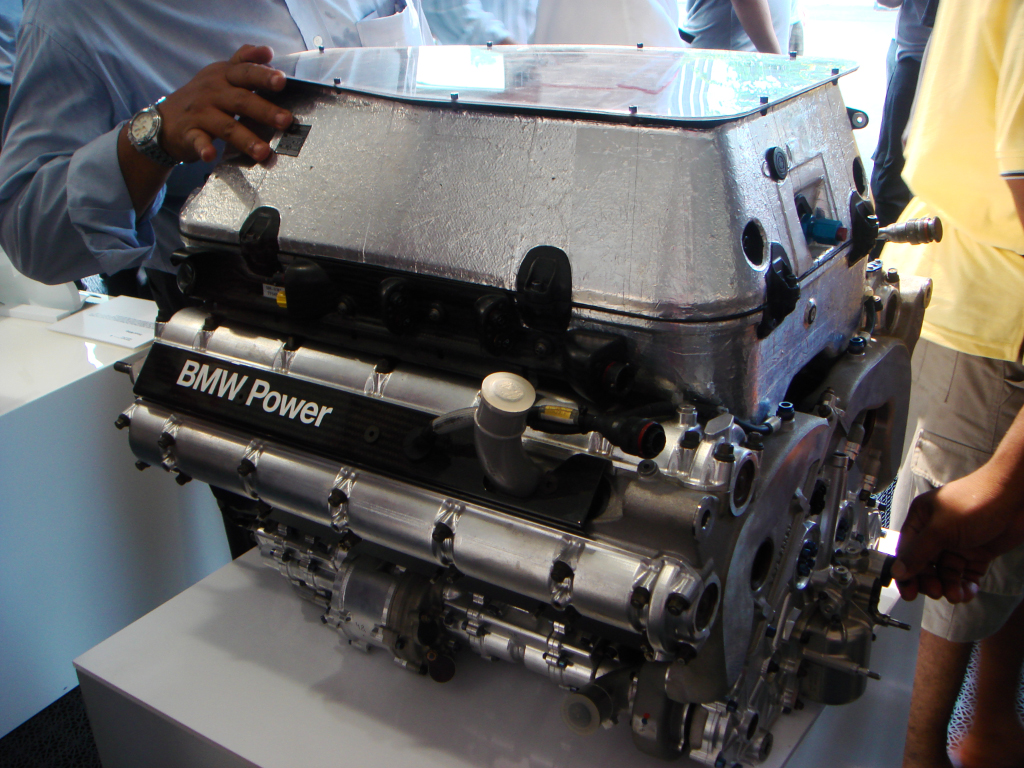
BMW P86 motor

* = A motort Megatron néven is használták

## Szponzorok
A Petronas maláj olajvállalat és az Intel amerikai számítástechnikai cég volt a csapat két legfontosabb szponzora, 2006 óta voltak jelen. A Petronas a csapat jogelődjének, a Saubernek a főszponzora volt. A Petronas Syntium márkáját is reklámozták. Fontos szponzor volt ezek mellett a Deutsche Telekom, amely T-Systems márkáját reklámozta a csapat autóin, illetve az FxPro befektetési csoport. A csapat szponzora volt még a Certina óragyár is.
| Név                       | Év        |
| ------------------------- | --------- |
| Petronas                  | 2006-2009 |
| Intel                     | 2006-2009 |
| Credit Suisse             | 2006–2008 |
| O2                        | 2006      |
| Michelin                  | 2006      |
| Certina                   | 2006-2009 |
| Dalco                     | 2006-2009 |
| Dräxlmaier                | 2006-2009 |
| Fluent                    | 2006-2009 |
| MAN                       | 2006–2007 |
| NGK                       | 2006-2009 |
| Puma                      | 2006-2009 |
| Walter Meier              | 2006-2009 |
| W.L. Gore                 | 2006–2007 |
| Würth                     | 2006-2009 |
| American Power Conversion | 2006-2009 |
| Balzers                   | 2006-2009 |
| Brütsch/Rüegger           | 2006-2009 |
| Busin                     | 2006      |
| Egro                      | 2006      |
| Gamatech                  | 2006      |
| Klauke                    | 2006–2007 |
| Lista                     | 2006–2007 |
| Mitsubishi                | 2006–     |
| MTS                       | 2006–2007 |
| Sun World                 | 2006      |
| Winkler                   | 2006      |
| Dell                      | 2007–2008 |
| Bridgestone               | 2007-2009 |
| DuPont                    | 2007-2009 |
| ZF Sachs                  | 2007-2009 |
| AS Lifts                  | 2007      |
| T-Systems                 | 2008-2009 |
| Cadence                   | 2008-2009 |
| O.Z.                      | 2008-2009 |
| Sika                      | 2008-2009 |
| Fx Pro                    | 2009      |